# Leucania tenuistriata
Leucania tenuistriata là một loài bướm đêm trong họ Noctuidae.